# Ouganda aux Jeux paralympiques
L’Ouganda participe aux Jeux paralympiques depuis les Jeux d'été de 1972 à Heidelberg. Représenté uniquement par deux athlètes aux épreuves de lancer de poids et de javelot en 1972, puis par un seul en 1976, le pays est absent de tous les Jeux d'été de 1980 à 1992 compris. Effectuant son retour en 1996, l'Ouganda a pris part à tous les Jeux d'été depuis cette date, bien qu'avec de très petites délégations : un unique représentant en force athlétique en 1996, une unique nageuse en 2000, une sprinteuse et un haltérophile en 2004, un haltérophile en 2008, et un coureur du 1 500 mètres en 2012.
Par ailleurs, l'Ouganda est le seul pays africain à prendre part aux premiers Jeux paralympiques d'hiver, à Örnsköldsvik en 1976. Elle y envoie pour seul représentant le skieur de fond aveugle Tofiri Kibuuka, qui devient ainsi le premier Africain à participer aux Jeux d'hiver. Il représente à nouveau son pays aux Jeux d'hiver de 1980, puis acquiert la nationalité norvégienne, et représente dès lors la Norvège. L'Ouganda n'a plus pris part aux Jeux d'hiver depuis cette date, mais reste l'un des deux seuls pays tropicaux à avoir participé aux Jeux paralympiques d'hiver (l'autre étant le Brésil en 2014), et l'un des deux seuls pays africains à y avoir pris part (suivi par l'Afrique du Sud de 1998 à 2010).
Aucun représentant ougandais n'a remporté de médaille paralympique à ce jour. La meilleure performance du pays est de loin la quatrième place obtenue par David Emong en finale du 1 500 mètres hommes T46 aux Jeux de Londres en 2012.

## Athlètes et résultats
Jeux d'été :
| Jeux            | Nom             | Sport            | Épreuve                          | Résultat                      |
| --------------- | --------------- | ---------------- | -------------------------------- | ----------------------------- |
| 1972 Heidelberg | Opige           | Athlétisme       | Lancer de javelot hommes 5       | 15,81 mètres ; 20e (sur 27)   |
| 1972 Heidelberg | Opige           | Athlétisme       | Lancer de poids hommes 5         | 15,03 mètres ; 24e (sur 28)   |
| 1972 Heidelberg | Sekiwano        | Athlétisme       | Lancer de javelot hommes 2       | 8,48 mètres ; 24e (sur 27)    |
| 1972 Heidelberg | Sekiwano        | Athlétisme       | Lancer de poids hommes 2         | 3,58 mètres ; 22e (sur 25)    |
| 1976 Toronto    | O. Obadiya      | Athlétisme       | Lancer de javelot hommes C       | 32,18 mètres ; 15e (sur 23)   |
| 1996 Atlanta    | Richard Bogere  | Force athlétique | - de 67,5 kg hommes              | 110 kg ; 21e (sur 23)         |
| 2000 Sydney     | Prossy Tusabe   | Natation         | 100 mètres nage libre femmes S10 | 2 min 12 s 45 (éliminatoires) |
| 2004 Athènes    | Irene Acen      | Athlétisme       | 100 mètres femmes T12            | 15 s 68 (éliminatoires)       |
| 2004 Athènes    | Irene Acen      | Athlétisme       | 200 mètres femmes T12            | 15 s 68 (éliminatoires)       |
| 2004 Athènes    | Billy Ssengendo | Force athlétique | - de 60 kg hommes                | 145 kg ; 11e (sur 16)         |
| 2008 Pékin      | Billy Ssengendo | Force athlétique | - de 60 kg hommes                | 152,5 kg ; 10e (sur 13)       |
| 2012 Londres    | David Emong     | Athlétisme       | 1 500 mètres hommes T46          | 3 min 58 s 47 ; 4e (finale)   |

Jeux d'hiver :
| Jeux              | Nom            | Sport       | Épreuve         | Résultat                       |
| ----------------- | -------------- | ----------- | --------------- | ------------------------------ |
| 1976 Örnsköldsvik | Tofiri Kibuuka | Ski de fond | 15 km hommes A  | 1 h 16 min 32 s ; 10e (sur 25) |
| 1976 Örnsköldsvik | Tofiri Kibuuka | Ski de fond | 10 km hommes A  | 58 min 24 s ; 16e (sur 28)     |
| 1980 Geilo        | Tofiri Kibuuka | Ski de fond | 20 km hommes 5B | 1 h 42 min 17 s ; 11e (sur 30) |
| 1980 Geilo        | Tofiri Kibuuka | Ski de fond | 10 km hommes 5B | 49 min 52 s ; 12e (sur 31)     |